# 354 Елеонора
354 Елеонора (354 Eleonora) — астероїд головного поясу, відкритий 17 січня 1893 року Огюстом Шарлуа у Ніцці.